# Napasoq
 Der er for få eller ingen kildehenvisninger i denne artikel, hvilket er et problem. Du kan hjælpe ved at angive troværdige kilder til de påstande, som fremføres i artiklen.

Napasoq (gammel stavemåde Napassoq/Napâssoq) er en bygd i Vestgrønland i Qeqqata Kommune. Indtil d. 1. januar 2009 hørte bygden under Maniitsoq Kommune. Bygden havde 97 indbyggere i 2005.
Bygden ligger 27 sømil (ca.50 km) syd for Maniitsoq (Sukkertoppen).

## Historie
Med sin nuværende beliggenhed blev det nye Napasoq oprettet i 1865, efter de fleste beboere i det gamle Napasoq, der var beliggende på øen Nunako få hundrede meter sydligere, omkom på grund af hungersnød i vinteren året før. Beboerne havde derfor ikke lyst til at blive boende på stedet, og man flyttede og bosatte sig på bygdens nuværende sted.
Bygden var i 1960'erne til op i 1990'erne en driftig fiskeribygd, hvilket skyldes den privatejede fiskefabrik, opført af fiskeeksportør Frede Sørensen fra Esbjerg. Fabrikken blev egentlig opført efter en tragedie længere sydpå: Hvalfangerstationen Tovqussaq, beliggende på øen Langø, 12 sømil (ca.22 km) og 5 sømil (9 km) nord for bygden Atammik(tidligere Atangmik) som er den sydligste bygd i Maniitsoq Kommune, blev oprettet i 1800-tallet,
men senere i 1930'erne blev stedet til et fiskeriindhandlingssted, ejet af fiskeeksportør Claus Sørensen fra Esbjerg.
I 1962 nedbrændte hele fabrikken total til grunden og stedet blev opgivet.
Fabrikken var på daværende tidspunkt ejet af KGH (Kongelige Grønlandske Handel).
Omkring midten af 1960'erne blev den private fiskefabrik, som også havde en meget stor frysekapacitet, opført af Frede Sørensen, søn af Claus Sørensen, og Napasoq blomstrede op med et indbyggertal på omkring 250.
En af grundene hertil er sikkert den måde Frede Sørensen fik engageret bygdens fangere. Mange af dem var fattige og uden midler, men det rådede F.S. bod på, for adskillige af bygdens fangere ville gerne ud at fiske, men kunne ikke låne penge til at komme i gang for, derfor fik adskillige fangere "Kvit og frit" udleveret en jolle og en påhængsmotor, mod at de blev trukket et vist beløb hver gang de indhandlede deres fangst på fabrikken, og i løbet af nogen tid var de selv ejer af jolle m.v.
Mange af bygdens mænd og kvinder blev også ansat som arbejdere på fabrikken.
På fabrikken blev der bl.a. indhandlet: Skællaks, torsk (både til saltfisk og frosne til filetter) samt rejer og stenbider, hvoraf der blev produceret kaviar af rognen.
I 1979 blev der påbegyndt opførelsen af en ny kirke i tilknytning af den gamle. Den blev indviet d. 8. september 1980.

## Kultur
Napasoq har ellers i sine velmagts år haft meget fint besøg, idet Dronning Margrethe, Prins Henrik og de dengang "små" prinser,
Frederik og Joachim, gæstede bygden d. 11. august 1982, i anledning af 1000 året for Erik den Rødes ankomst til Grønland. Der var bl.a. kaffemik i forsamlingshuset og senere pindemadder i vodbinderiet.
Ligesom Prins Henriks far, greve André de Laborde de Monpezat, har været gæst hos Frede Sørensen sammen med greve Adam Knuth fra Knuthenborg Safaripark.
Men fra engang i 1990'erne er det gået tilbage for bygden som nu (2009) har under 100 indbyggere.
Nu er det den sydligste bygd Atammik der er den største, med et indbyggertal i nærheden af Napasoqs i dens velmagtsdage.

## Social- sundhedsvæsen
Bygdens børn undervises på "skolen", Napasup atuarfia, der havde 11 elever i 2004 fordelt på to klasser og med to lærere.
65°02′50″N 52°22′50″V / 65.0472°N 52.3806°V